# Haworthia mirabilis
Haworthia mirabilis är en grästrädsväxtart som först beskrevs av Adrian Hardy Haworth, och fick sitt nu gällande namn av Adrian Hardy Haworth. Haworthia mirabilis ingår i släktet Haworthia och familjen grästrädsväxter.

## Underarter
Arten delas in i följande underarter:
- H. m. badia
- H. m. beukmannii
- H. m. calcarea
- H. m. consanguinea
- H. m. mirabilis
- H. m. paradoxa
- H. m. sublineata
- H. m. triebneriana

## Bildgalleri

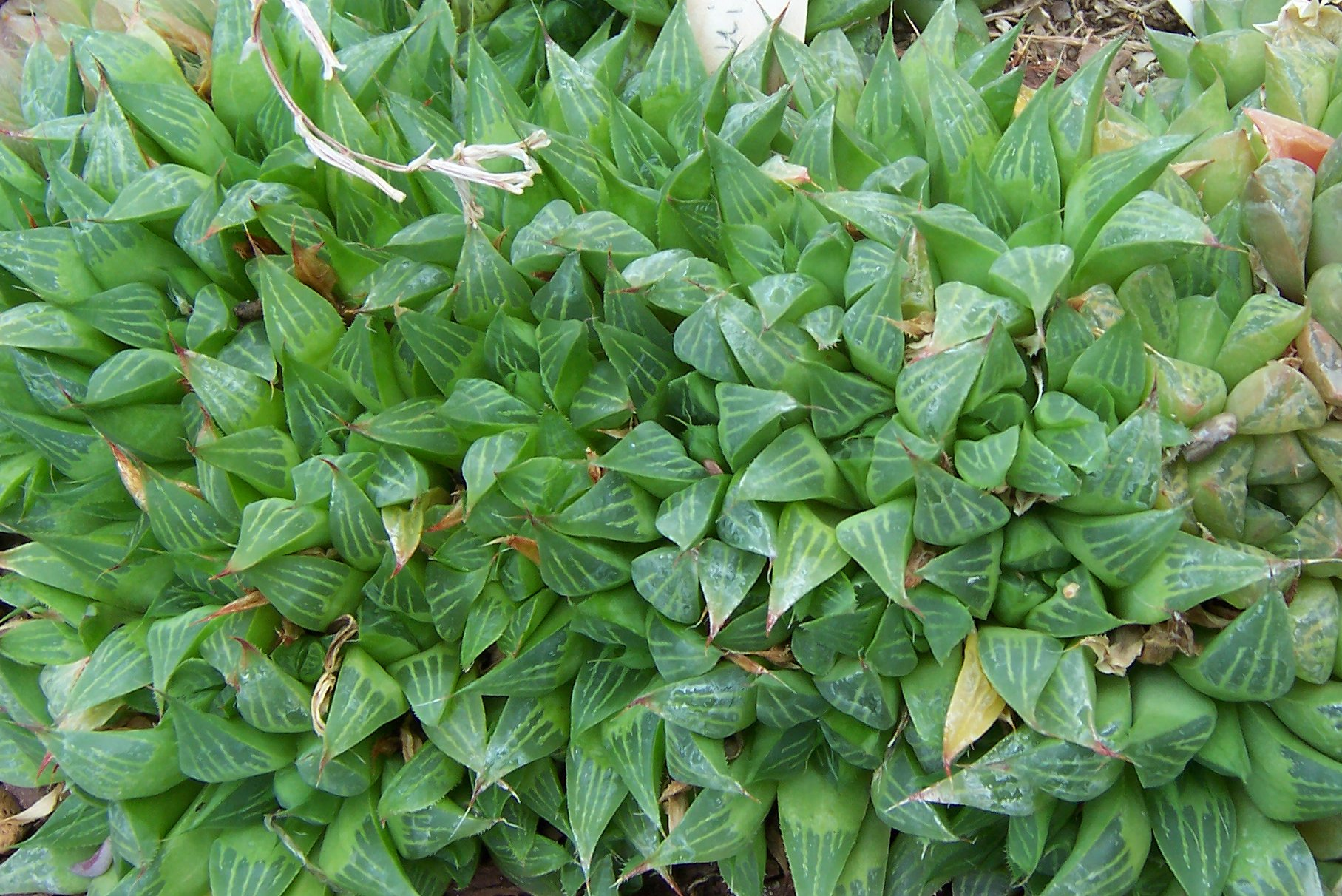
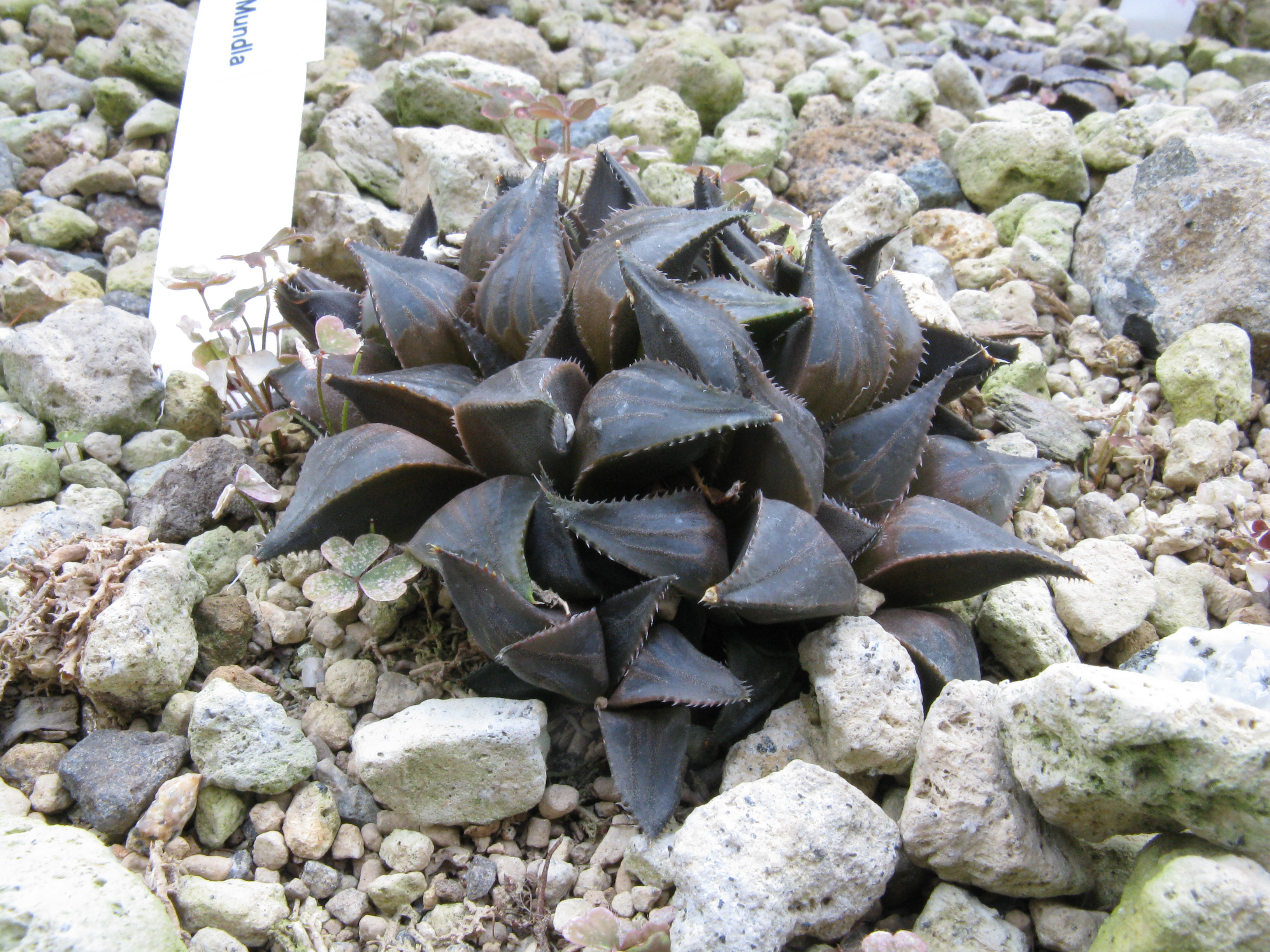
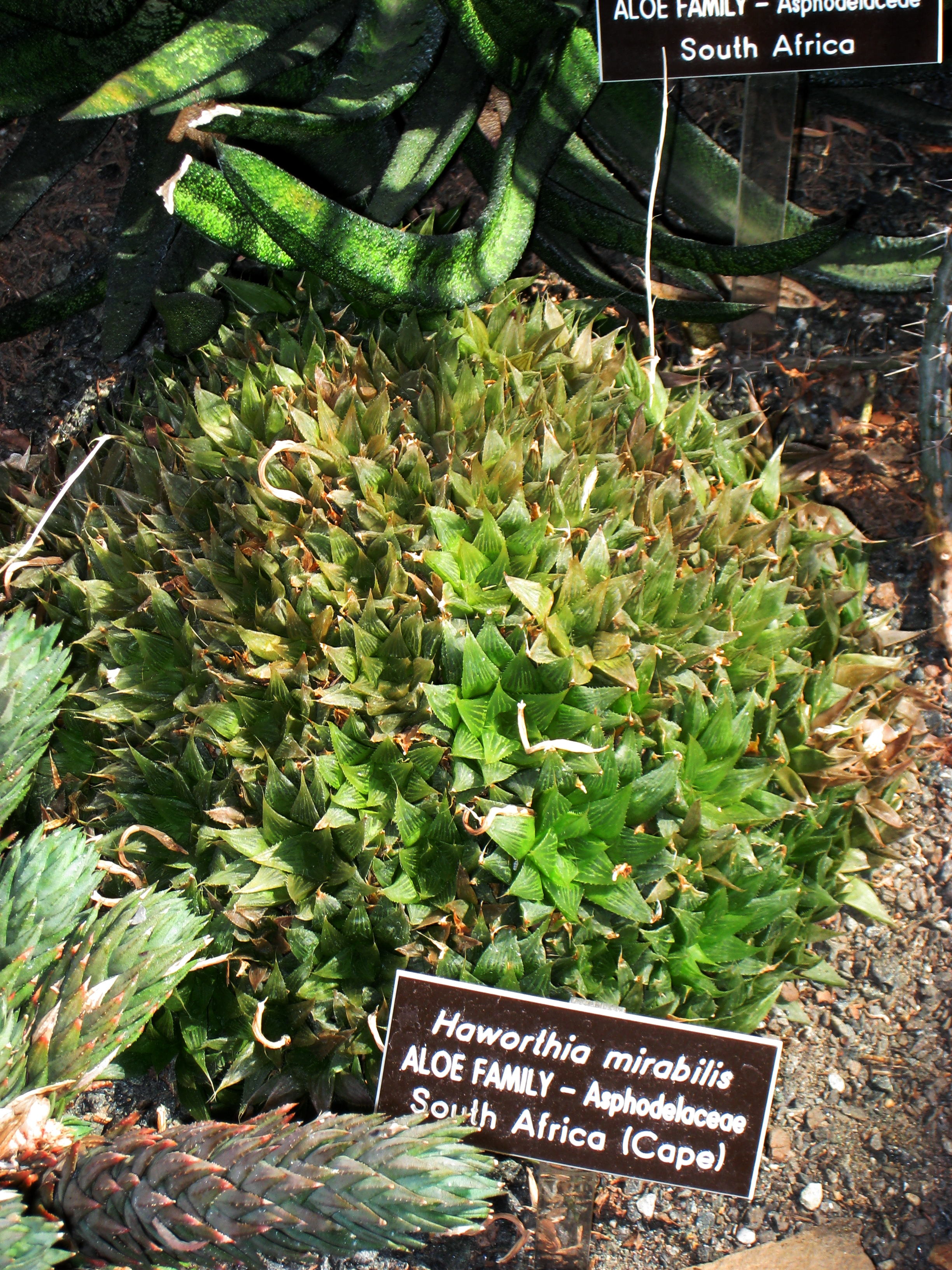